# Arbinia todilla
Arbinia todilla är en fjärilsart som beskrevs av Heinrich Benno Möschler 1880. Arbinia todilla ingår i släktet Arbinia och familjen mott. Inga underarter finns listade i Catalogue of Life.